# Awtozawodskaja
Awtozawodskaja (ros. Автозаводская – Autozakładowa), do 5 lipca 1956 Zawod Imeni Stalina, ros. Завод имени Сталина – Zakład imienia Stalina) – stacja linii Zamoskworieckiej metra moskiewskiego, otwarta 1 stycznia 1943 roku.
6 lutego 2004, około kilometr od stacji w stronę stacji Pawieleckaja, pod Moskwą został wykonany zamach, w którym zginęło ponad 39 osób.